# Triumph Studios
Triumph Studios is een Nederlandse ontwikkelaar van computerspellen die gevestigd is in Delft en is opgericht in 1997. Ze zijn bekend geworden door de Age of Wonders-serie.
In juni 2017 werd bekendgemaakt dat het bedrijf is overgenomen door de Zweedse computerspeluitgever Paradox Interactive.

## Computerspellen
Triumph Studios heeft de volgende computerspellen ontwikkeld:
| Release | Titel                                  | Platform                                |
| ------- | -------------------------------------- | --------------------------------------- |
| 1999    | Age of Wonders                         | Windows                                 |
| 2002    | Age of Wonders II: The Wizard's Throne | Windows                                 |
| 2003    | Age of Wonders: Shadow Magic           | Windows                                 |
| 2007    | Overlord                               | Windows, Xbox 360                       |
| 2008    | Overlord: Raising Hell                 | PlayStation 3                           |
| 2009    | Overlord II                            | PlayStation 3, Windows, Xbox 360        |
| 2014    | Age of Wonders III                     | Windows, OS X, Linux                    |
| 2019    | Age of Wonders: Planetfall             | Windows, PlayStation 4, Xbox One        |
| 2023    | Age of Wonders 4                       | Windows, PlayStation 5, Xbox Series X/S |